# Никитин, Александр Валерьевич
Александр Валерьевич Никитин (род. 26 апреля 1976, Мичуринск, Тамбовская область, РСФСР, СССР) — российский государственный деятель. С 7 октября 2021 года — сенатор Российской Федерации — представитель от Тамбовской областной Думы. Вошёл в состав Комитета Совета Федерации по международным делам.
Глава администрации Тамбовской области с 22 сентября 2015 по 4 октября 2021 года (временно исполняющий обязанности главы администрации Тамбовской области с 25 мая по 22 сентября 2015). Член Высшего совета партии «Единая Россия».
Председатель Тамбовской областной Думы V созыва (2011—2015). Доктор экономических наук, профессор.
Из-за поддержки нарушения территориальной целостности Украины во время российско-украинской войны находится под персональными международными санкциями  Евросоюза, США, Великобритании и ряда других стран.

## Биография
Александр Валерьевич Никитин родился в Мичуринске Тамбовской области. В юности девять лет занимался боксом, был победителем турнира по боксу РСФСР, стал кандидатом в мастера спорта.
Играет на гитаре, пишет стихи, является автором текста гимна МичГАУ (Мичуринского Государственного Аграрного Университета), музыку к которому написала его жена. Любит столярничать.
Растит троих детей: двоих сыновей и дочь.

## Образование
Окончил школу в г. Мичуринске с золотой медалью, здесь же поступил в университет (тогда ещё Плодоовощной институт им. И. В. Мичурина) на специальность «финансы и кредит». Со второго курса увлекся финансовой аналитикой и стал заниматься наукой: писал статьи, выступал на конференциях. Вместе с однокурсниками участвовал в проведении анализа финансового состояния учебного хозяйства МичГАУ «Роща».
Окончив вуз в 1998 году и получив диплом с отличием, Никитин А. В. поступил в аспирантуру Всероссийского института аграрных проблем и информатики им. А. А. Никонова. Кандидатскую диссертацию под руководством академика Петрикова А. В. он защитил на год раньше срока (2000) и был оставлен работать в институте.
Там же в 2009 году им была защищена докторская диссертация на тему: «Государственная поддержка страхования сельскохозяйственных рисков: теория, методология и практика».

## Научная деятельность
Ученая степень доктора экономических наук присуждена Высшей аттестационной комиссией Министерства образования и науки Российской Федерации 17 июля 2009 года по специальностям 08.00.05 и 08.00.10.
Ученое звание профессора по кафедре организации и управления производством присвоено приказом Федеральной службы по надзору в сфере образования и науки РФ от 17 февраля 2010 года.
Автор более 135 научных публикаций, в том числе 25 книг и сборников статей, учебных пособий, 27 монографий, в том числе «Теория и практика страхования сельскохозяйственных рисков» (2008). Является соавтором ряда учебных и научных изданий: «Устойчивое развитие свеклосахарного производства: региональный аспект» (2010), «Учет и налогообложение в фермерских хозяйствах» (2013), др.
Один из разработчиков проекта аграрного технологического парка «Зеленая долина» в Тамбовской области.
В настоящее время[когда?] осуществляет научное руководство 2 аспирантами и 2 докторантами.
Был обладателем двух грантов Российского фонда фундаментальных исследований: по государственной поддержке страхования агропромышленного комплекса России и по закономерностям инновационной деятельности в сельском хозяйстве. Индекс Хирша по версии elibrary.ru составляет 30.
В качестве научного руководителя им подготовлено 10 кандидатов и 3 доктора экономических наук.
Александр Валерьевич является членом экспертного совета журнала «Вестник Мичуринского государственного аграрного университета», членом правления общероссийской общественной организации «Российское общественное объединение (Ассоциация) экономистов-аграрников» и членом Правления Вольного Экономического общества России.

## Трудовая деятельность
В 2000 году после защиты диссертации начал трудовую деятельность консультантом по финансово-экономическим вопросам фонда поддержки аграрной реформы и сельского развития РФ. В 2003 году был назначен начальником управления страхования сельскохозяйственных рисков открытого страхового акционерного общества «Россия». С 2004 года работал проректором по экономике и инновациям Мичуринского государственного аграрного университета, а с 2009 по 2011 год — ректор Мичуринского государственного аграрного университета.
Включен в кадровый резерв — профессиональная команда страны — по направлению «Социальная сфера».

## Политическая деятельность
В 2010 году был избран депутатом Мичуринского городского Совета депутатов четвёртого созыва.
В марте 2011 года избран депутатом по Мичуринскому одномандатному избирательному округу № 7, председателем Тамбовской областной Думы пятого созыва.
Член Всероссийской политической партии «Единая Россия», член общественной организации «Российское общественное объединение (Ассоциация) экономистов-аграрников».
С июня 2011 года — секретарь Регионального политического совета Тамбовского регионального отделения Всероссийской политической партии «Единая Россия».
Входил во фракцию Всероссийской политической партии «Единая Россия» в Тамбовской областной Думе.
В июне 2020 года избран секретарем регионального отделения «Единой России».

## Глава Тамбовской области
25 мая 2015 года назначен временно исполняющим обязанности главы администрации Тамбовской области после отставки О. Бетина.
13 сентября 2015 года избран главой администрации Тамбовской области. По результатам выборов главы администрации Тамбовской области Александр Валерьевич Никитин получил 425316 голосов избирателей, что составляет 85,47 % от числа принявших участие в голосовании.
22 сентября 2015 года в Большом зале администрации области состоялась торжественная церемония вступления Александра Никитина в должность главы администрации Тамбовской области . Александр Никитин дал клятву на уникальном издании Устава Тамбовской области.
Заручившись поддержкой президента РФ Путина В. В., Александр Никитин в июне 2020 года подаёт документы для выдвижения кандидатом на выборы главы администрации Тамбовской области осенью 2020 года.
В ходе Единого дня голосования в сентябре 2020 года, на выборах главы администрации Тамбовской области, Александр Валерьевич набрав 79,30 % голосов при явке 64,60 % от общего числа зарегистрированных избирателей, опередил всех своих оппонентов, одержал победу и продолжил работать в должности руководителя региона.

### Уголовное преследование журналиста
2 ноября 2018 года на вокзале Мичуринска был задержан местный журналист Станислав Савончик в рамках расследования уголовного дела о клевете (статья 128.1 УК) на губернатора Александра Никитина и его заместителя Олега Иванова из-за интервью политолога Юрия Анциферова. Позднее телеканал «Дождь» опубликовал аудиозапись речи Александра Никитина на коллегии прокуратуры Тамбовской области, в которой он сказал: «прошу, согласуйте, чтоб оно было передано в суд, потому что оно стоит на контроле управления внутренней политики администрации президента». В администрации Тамбовской области подтвердили подлинность записи, но заявили, что губернатор высказал «личную просьбу». Пресс-секретарь президента России Дмитрий Песков заявил, что управление внутренней политики не являлось инициатором данного уголовного дела. После этого уголовное дело было закрыто за отсутствием состава преступления, за полтора года расследования обвинение так никому предъявлено и не было.

## Сенатор Российской Федерации
На заседании Тамбовской областной Думы, проходившем 7 октября 2021 года, Александр Никитин был наделён полномочиями сенатора Российской Федерации — представителя от Тамбовской областной думы.

## Санкции
9 марта 2022 года, на фоне вторжения России на Украину, внесён в санкционный список всех стран Европейского союза так как он голосовал за ратификацию договоров о дружбе с самопровозглашёнными ЛНР и ДНР.
24 марта 2022 года внесён в санкционный список Канады «соратников режима» за «содействие в нарушения суверенитета и территориальной целостности Украины».
30 сентября 2022 года внесён санкционный список Соединённых Штатов Америки «за аннексию Путиным регионов Украины» и одобрения закона о фейках. Государственный департамент отмечает что сенаторы «проголосовали за одобрение просьбы Путина о вводе войск в Украину, что послужило неоправданным предлогом для полномасштабного вторжения России в Украину».
По аналогичным основаниям находится под санкциями Великобритании, Швейцарии, Австралии, Украины и Новой Зеландии.